# Codroipo
Codroipo là một đô thị ở tỉnh Udine trong vùng Friuli-Venezia Giulia thuộc Ý, có cự ly khoảng 70 km về phía tây bắc của Trieste và khoảng 20 km về phía tây nam của Udine. Tại thời điểm ngày 31 tháng 12 năm 2004, đô thị này có dân số 14.887 người và diện tích là 73,7 km².
Thị trấn được lập thời La Mã và được đặt tên là Quadruvium.
Codroipo giáp các đô thị: Basiliano, Bertiolo, Camino al Tagliamento, Lestizza, Mereto di Tomba, San Vito al Tagliamento, Sedegliano, Valvasone, Varmo.

## Twin towns
- Maria Wörth, Áo
- Braine-le-Comte, Bỉ
- Galliera, Italia